# Акопян, Акоп Тигранович
Акоп Тигра́нович Акопя́н (арм. Հակոբյան Հակոբ Տիգրանի; 1923—2013) — армянский советский художник.
Член-корреспондент АХ СССР (1988). Народный художник Армянской ССР (1977). Лауреат Государственной премии СССР (1986).

## Биография
Родился 24 мая 1923 года в АлександрияАлександрии, куда, спасаясь от учинённого младотурками геноцида1915 года, эмигрировали его родители — армяне Антепа.
В 9 лет начал учёбу в армянском колледже Мелконян на Кипре.
В 1941 году возвратился в Александрию и поступил на текстильную фабрику. Спустя три года переехал в Каир, стал работать дизайнером и поступил в Каирскую Королевскую высшую художественную академию, которую окончил в 1947 году.
В 1952 году отправился учиться в Париж, где в 1954 году окончил Академию Гран-Шомер.
В 1961 году Акопян перебрался на свою историческую родину — в Армению. С 1962 года жил в Ленинакане.
Занимался общественной деятельностью, в 1967 году был избран депутатом Верховного Совета Армянской ССР.
В 1989 году написал картину «Сумгаит», посвящённую погрому, устроенному идейными наследниками младотурок.
Умер 8 марта 2013 года в Ереване. Похоронен в пантеоне имени Комитаса.

## Заслуги
- 1977 — удостоен Государственной премии и звания Народного художника Армянской ССР.
- 1986 — удостоен золотой медали на первом Закавказском биеннале в Тбилиси за картину «Весна» (1971).
- 1987 — получил Государственную премию СССР за цикл картин: «Моя родина»: «Весна в саду», «Дорога и деревья», «Отлогое поле»; «Натюрморт. В мастерской», «Мирный день», «Армянский пейзаж».
- Почётный гражданин Еревана (2001).
- Награждён орденом Святого Месропа Маштоца, медалью «За трудовое отличие» (27.10.1967).

## Труды
Среди наиболее известных работ художника: «Сад около храма Рипсиме. Эчмиадзин» (1976), «В цвету» из серии «Моя земля» (1977), «Виноградники зимой» (1979), «В мастерской художника» (1980), «Заброшенный уголок» (1980), «Арарат» (1980), «Ущелье Гарни» (1980).